# Huevo del Renacimiento
El Huevo del Renacimiento o Huevo renacentista es un huevo de joyería, uno de los cincuenta y dos huevos de Pascua imperiales fabricados por Peter Carl Fabergé para la familia imperial rusa. Fue creado y entregado al emperador Alejandro III en 1894, convirtiéndose en el último huevo de Pascua que le regaló a la emperatriz María Fiodorovna. El propietario actual es la Fundación Link of Times de Víktor Vekselberg.

## Diseño
Se trata de un cofre en forma de huevo hecho de ágata lechosa azulada transparente, que se encuentra horizontalmente sobre una base ovalada de oro. La mitad superior del huevo, que se abre sobre una bisagra de oro, está decorada con un enrejado superpuesto de esmalte blanco con diamantes y rubíes en las intersecciones. Sobre la parte superior del huevo, la fecha “1894” está inscrita con diamantes en un óvalo de esmalte transparente rojo fresa, enmarcado por conchas estilizadas de esmalte verde y figuras de esmalte rojo y blanco. El borde inferior de la tapa está decorado con conchas de esmalte rojo fresa transparente entre volutas de esmalte blanco con diamantes. Los bordes de las valvas por la cara interna del huevo, visibles cuando la tapa está abierta, están recortados con un borde vegetal sobre un fondo de esmalte blanco. La mitad inferior del huevo está bordeada en la parte superior con una tira de esmalte rojo fresa y cubierta en la parte inferior con "cinturones" de hojas con una baya y conchas azules de "hebillas". A cada lado del cofre hay un asa en forma de cabeza de león esculpida en oro con un anillo colgando de sus dientes. La base ovalada está adornada en relieve con hojas de esmalte verde translúcido que alternan con flores de esmalte rojo.

### El cofre de Le Roy
El prototipo del huevo renacentista fue un joyero realizado por el maestro de Ámsterdam Le Roy a principios del siglo XVIII, que actualmente se encuentra almacenado en la Galería de Arte Grünes Gewölbe de Dresde. El historiador de la firma Fabergé, Kenneth Snowman, compara las dos piezas en su obra de 1953 The Art of Carl Faberge ("El arte de Carl Fabergé" ):

"Al comparar el trabajo de Fabergé con el original de Le Roy, preste atención a la precisión con que el joyero moderno sigue la composición del cofre. Sin embargo, habiendo percibido en él un indicio de forma de huevo, realiza su producto de una manera más refinada, adaptando la proporción de los tamaños del original decorado con malla enrejada a la elegante silueta del huevo, y hace la base más pesada.

## Sorpresa
La sorpresa se perdió, suponiéndose que se trataba de una joyería con perlas. Según otra teoría más reciente, presentada por Christopher Forbes, se cree que la sorpresa  es en realidad el huevo de la Resurrección de Cristo, que tiene un tamaño ideal para el interior del huevo del Renacimiento y tiene en su base un diseño y una combinación de colores similares. Además, se exhibieron juntos en 1902. El Huevo de la Resurrección no tiene número de inventario, lo que también habla a favor de esta teoría.

## Historia
El huevo fue obsequiado por el emperador Alejandro III a su esposa, la emperatriz María Fiodorovna, en la Pascua de 1894. Después de la Revolución de 1917, fue enviado a la Armería del Kremlin. Hacia 1927, la asociación Antikvariat vendió el huevo a Armand Hammer en una galería de Nueva York por 1500 rublos. De 1937 a 1947 fue propiedad de Henry Talbot de Vere en Gran Bretaña. De 1947 a 1958 fue propiedad de Jack y Belle Lynskey de Nueva York. En 1958, el huevo se encuentra en la galería neoyorquina A La Vieille Russie. En 1965, el huevo pasó a formar parte de la colección de la revista Forbes de Nueva York. Desde 2004, el propietario fue Víktor Vekselberg.